# Sinji-myeon
Sinji-myeon (koreanska: 신지면) är en socken i den sydvästra delen av Sydkorea, 360 km söder om huvudstaden Seoul. Den ligger i kommunen Wando-gun i provinsen Södra Jeolla.  Sinji-myeon består av huvudön Sinjido, en mindre ö med tre invånare (2020) och 19 obebodda småöar.